# اما دونوان
اما دونووان (زاده ۱۹۸۱) یک خواننده و ترانه‌سرای بومی استرالیایی است. او یکی از اعضای خانواده موسیقی مشهور دونووان است. او کار خوانندگی خود را در هفت سالگی با گروه عمویش، دونووانز آغاز کرد.
دونووان در سال ۱۹۸۱ در لیورپول، حومه سیدنی به دنیا آمد. پدرش، مشاور نویل، اهل جرالدتون در استرالیای غربی است، مادرش، اگنس دونوان، یک زن گومباینگگیر / دانگلی از دره نامبوکا در ساحل شمالی نیو ساوت ولز است، که اما در آنجا بزرگ شد.
دانوان با نوازندگان بومی استرالیایی مانند فرانک یاما، پسر عموی او کیسی دونوان، آرچی روچ و روبی هانتر، کریان کاکس، کریستین آنو، تیداس، یوتو ییندی و جیمی لیتل آواز خوانده و اجرا کرده‌است. او همچنین با پل کلی، اورسولا یوویچ و شلی موریس اجرا داشته‌است.